# Catoptria aurora
Catoptria aurora là một loài bướm đêm trong họ Crambidae.